# Gripó
Gripó o Grifó (Griffon o Grippon) (vers 726 - † 753) fou un príncep arnulfià o pipínida, fill de Carles Martell (duc dels Francs i majordom de Nèustria, Austràsia i Borgonya), tingut amb la seva segona esposa Suanaquilda o Suanagilda (Swanachilda) una princesa alemanya dels agilolfings, emparentada als ducs Hugobert i a Tassiló II de Baviera. Pipí el Breu i Carloman eren els seus germanastres (de la primera esposa Rotruda) i més grans. A la mort del seu pare el 22 d'octubre del 741 tenia uns 15 anys.
Suanagilda va pressionar a Carles Martell per deixar una part dels seus dominis a Gripó i finalment el gran majordom ho va acceptar i li va deixar diversos territoris a Austràsia i Nèustria. Però el 742 els seus germans van repartir l'herència a Vell Poitiers (al costat de Poitiers) i el van excloure i només li van deixar alguns dominis dispersos. La seva mare el va incitar a la revolta per obtenir tot el regne. El jove es va refugiar a Laon, ciutat fortificada, i es va declarar en guerra contra els seus germans. Aquestos van mobilitzar l'exèrcit i van assetjar Laon i el van obligar a rendir-se sent internat al castell de Novum Castellum (l'actual Vaux-sous-Chèvremont prop de Lieja a les Ardenes de Bèlgica), mentre Suanagilda fou tancada a l'abadia de Chelles a Seine-et-Marne on va restar de per vida.
El 747 Carloman es va retirar i va encarregar al seu germà la tutoria dels seus fills infants. Pipí el Breu va alliberar llavors a Gripó i li va concedir alguns territoris; però Gripó que no oblidava els maltractes que havia patit i aspirava a la meitat del regne, es va escapar, va passar el Rin i es va refugiar amb els saxons, als que va incitar a la revolta. Pipí va anar a Saxònia a dominar l'aixecament el que va aconseguir amb certa facilitat. Gripó va fugir llavors a Baviera amb el seu oncle el duc Odiló, encara que estava casat amb Khiltruda, germana de Carloman i Pipí, era de la sang de Gripó per la mare d'aquest. A la mort d'Odiló, Gripó va assolir el ducat en perjudici de l'infant de 7 anys Tassiló, fill d'Odiló, que per tant era nebot de Pipí i Carloman per la mare. Pipí va anar a Baviera i Gripó va demanar la pau. El rei va restablir al seu nebot i per evitar més guerres amb Gripó li va cedir el Maine i fins a dotze comtats a Nèustria entre els quals podria haver estat el comtat de París. No se sap si Gripó va quedar encara descontent d'aquesta cessió o per quina causa, però quan Pipí va deposar en una assemblea a Khilderic III, el darrer merovingi, i a la mateixa assemblea Pipí es va fer proclamar rei a Soissons sent consagrat per sant Bonifaci, arquebisbe de Magúncia (març del 751), Gripó va reprendre la lluita, va refusar l'accés de Pipí al Maine i es va aliar als bretons i a Waifré d'Aquitània, amb el que es va haver d'asilar (751). El 752 Pipí va enviar ambaixadors a Waifré demanant l'entrega del príncep però el duc aquità va refusar.
Després del fracàs del segon setge de Narbona (752) Pipí va decidir castigar a Waifré per la seva protecció a Gripó. Amb les mateixes tropes del setge va passar al Tolosà i l'Albigès que va saquejar; de la resta de l'expedició no hi ha dades. Waifré no va enfrontar a Pipí i es va tancar a les places fortes. Gripó es va amagar fins que el rei va sortir del país. La revolta dels saxons (753) va obligar a Pipí a marxar a l'altre costat del Rin.
Llavors Gripó va decidir fugir cap a Itàlia on on esperava trobar el suport d'Aistolf rei dels longobards, però mentre creuava els Alps va morir (753) a mans d'homes de Pipí a Sant Joan de la Mauriana (Saint-Jean de Maurienne)
No se sap per cap font contemporània que s'hagués casat (va morir amb 27 anys, una edat tardana per romandre solter en aquella època) però els Liber memorialis de l'abadia de Remiremont, en la seva llista de pipínides i carolingis que van tenir relació amb l'abadia, fa aparèixer entre Gripó i Pipí el Breu un altre Gripó i un Carles que podrien ser els seus fills. El 790 un Grifó apareix com a comte del Vexin, però no hi ha evidència que fos fill o net (o parent).